# Ожидание вызова
Ожидание вызова (англ. call waiting) — услуга в телефонии на некоторых телефонных сетях. Если во время звонка вызывающего абонента вызываемый абонент уже совершает звонок, то вызывающий абонент слышит сигнал «занято», но если у вызываемого абонента активна услуга ожидания вызова, вызывающий абонент услышит контроль посылки вызова, как будто вызываемый абонент свободен. Вызываемый абонент может поставить вызов на удержание переключиться на новый входящий звонок (как правило, это делается путём нажатия кнопки flash), и затем может возобновить разговор с предыдущим собеседником, переключившись обратно.
Ожидание вызова, избавляет от необходимости иметь более чем одну линию голосовой связи. Заметим, что поскольку ожидающий вызов слышит звуковые сигналы (например, звуковой сигнал 440 Гц каждые десять секунд в Северной Америке), ожидание вызова может привести к разрыву коммутируемого доступа в Интернет, если модем не поддерживает последние V.92 стандарты модемов. По этой причине, ожидание вызова часто портит общие характеристики голоса/данных телефонных линий. В Северной Америке североамериканский план нумерации использует *70 перед вызовом, чтобы приостановить ожидание вызова для этого вызова. Регулярные гудки подтверждают деактивацию.
Определение телефонного номера также работает с ожиданием вызова.

## История
Ожидание вызова было введено в Северной Америке в конце 1970-х — начале 1980-х гг. Поначалу некоторые более мелкие муниципалитеты использовали его только на конкретных АТС (например, телефон клиентов в Трентоне, Мичиган изначально должен был иметь телефонный номер, начинающийся с 671, чтобы работало ожидание вызова), но так как спрос на эту услугу получил более широкое распространение, она в конечном итоге стала доступна на всех телефонных станциях.